# Dorfkirche Schönwalde (Wandlitz)

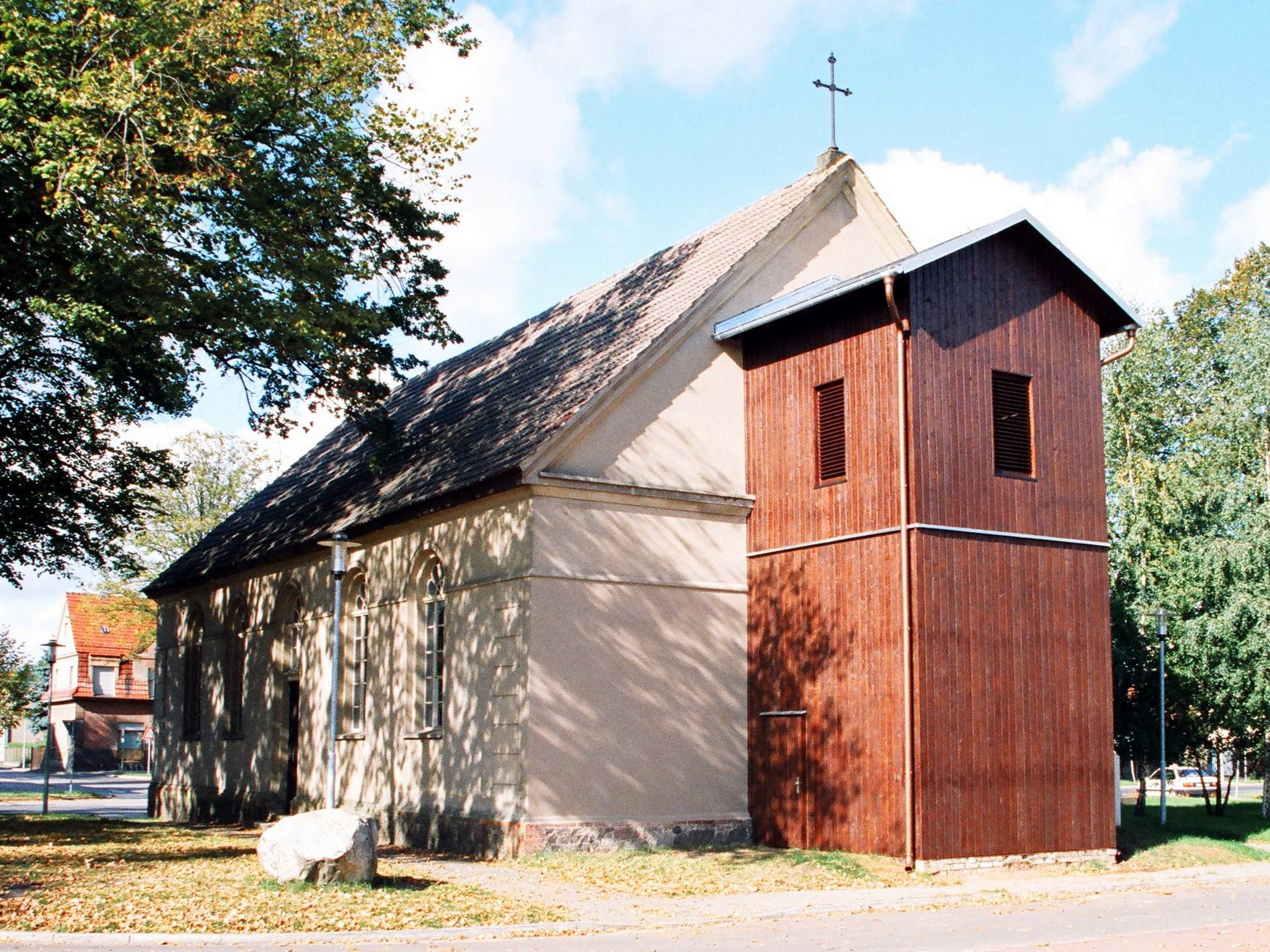
Ansicht der Kirche von Südosten, 1994

Die Dorfkirche Schönwalde ist eine kleine evangelische Kirche im heutigen Ortsteil Schönwalde der Großgemeinde Wandlitz, errichtet in den 1840er Jahren. Sie steht seit den späten 1990er Jahren unter Denkmalschutz. Die Gemeinde gehört zum Kirchenkreis Berlin Nord-Ost der Evangelischen Landeskirche Berlin-Brandenburg-schlesische Oberlausitz.

## Lage
Das Kirchengebäude steht am historischen Dorfanger, Adresse Hauptstraße 41, und ist streng geostet. Der achteckige Anger lag am Verkehrsknoten zweier Fernhandelswege (heute die Landesstraße 30 und die Landesstraße 100) und seine Fläche wurde bei deren Ausbau stetig verkleinert. So ist die Kirche das einzig verbliebene Bauwerk hier, das vollständig von verkehrsreichen Straßen umgeben wird. Nördlich des Kirchleins steht das übliche Kriegerdenkmal für die aus Schönwalde in den vergangenen Kriegen und Weltkriegen umgekommenen Personen. Es ist ein steinerner pyramidenstumpfförmiger Obelisk.

## Geschichte
Laut der Jahresangabe an der Kirche über dem Eingangsportal stand sie im Jahr 1843 kurz vor der Vollendung. Der Bau ersetzte eine Fachwerkkirche aus dem 18. Jahrhundert an gleicher Stelle, von welcher ein Raum in den Neubau einbezogen wurde. Bis zum Bau der ersten turmlosen Kirche fand der Gottesdienst für die Bewohner im Dorfschulzenhaus statt.
Die Baupläne stammen von Karl Friedrich Schinkel, der einen Grundtyp ländlicher Normalkirchen für Preußen entwickelt hat, die kostengünstig zu errichten waren.
Das Fest zur Kircheneinweihung fand am 22. September 1844 statt.
In der DDR-Zeit, zwischen 1965 und 1969 wurde sie umgebaut.
Einige Jahre nach der deutschen Wiedervereinigung und der Neubildung von Amtsbereichen, Kirchenkreisen und Strukturen, zwischen 2009 und 2016 konnten am und im Gebäude Restaurierungsarbeiten durchgeführt werden. Das ganze Haus erhielt neuen hellen Putz, eine neue Dacheindeckung.
Zur Unterstützung der Erhaltung der Kirche und der christlichen Arbeit hat sich nach der Wende der Förderverein Dorfkirche Schönwalde gegründet.

## Architektur
Die Saalkirche zeigt den typischen Rundbogenstil des Spätklassizismus.

### Außenbeschreibung mit Glockenturm
Die Grundmaße des rechteckigen Gebäudes betragen 21 m (Länge) und 11,70 m (Breite).
Der Sockel des Sakralbaus besteht aus behauenen Feldsteinen. Darüber mauerten die Arbeiter aus gebrannten Ziegeln ein rund vier Meter hohes Gebäude auf, dem ein einfaches mit roten Dachziegeln belegtes Satteldach aufgesetzt wurde. Im Giebeldreieck ist ein Blindfenster im passenden Rundbogenstil eingelassen. Der Bau oberhalb des Sockels wurde schließlich verputzt.
Im Jahr 1874 ließ die Kirchengemeinde auf der Ostseite einen niedrigen hölzernen Glockenturm anbauen, in dessen Glockenstube zwei Gussstahlglocken untergebracht werden konnten. Die Glocken hatte die Gemeinde bereits 1872 erhalten. Auf den Glockenkörpern findet sich auf der Flanke die Inschrift „Ehre sei Gott in der Höhe“ und „Friede auf Erden“, auf der Schulter steht der Hinweis Bochumer Verein, der den Guss vorgenommen hatte. Ein elektrisches Läutesystem treibt die beiden Glocken an.
| Nummer | Schlagton | Gussjahr | Masse (kg) | Durchmesser (mm) | Glockengießer   | Inschrift                 |
| ------ | --------- | -------- | ---------- | ---------------- | --------------- | ------------------------- |
| 1      | h1        | 1872     | 315        | 890              | Bochumer Verein | EHRE SEI GOTT IN DER HÖHE |
| 2      | dis2      | 1872     | 185        | 740              | Bochumer Verein | Friede Auf Erden          |

Pläne für einen späteren steinernen und höheren Kirchturm wurden nicht umgesetzt.
Auf dem Dachfirst sind an beiden Giebelenden gleich große metallene Kreuze montiert.
Der Haupteingang als Rundbogenportal befindet sich mittig im südlichen Bereich des Kirchenschiffes und ist barrierefrei. Beiderseits sind je zwei rundbogige Sprossenfenster in die Mauer eingefügt. In Höhe der Empore gibt es auf der Süd- und auf der Nordseite je ein Rundfenster mit einer farbigen Glasrosette.
Im Zentrum des Westgiebels gibt es einen weiteren rundbogigen Eingang mit zwei Stufen im Vorfeld.

### Innenbeschreibung

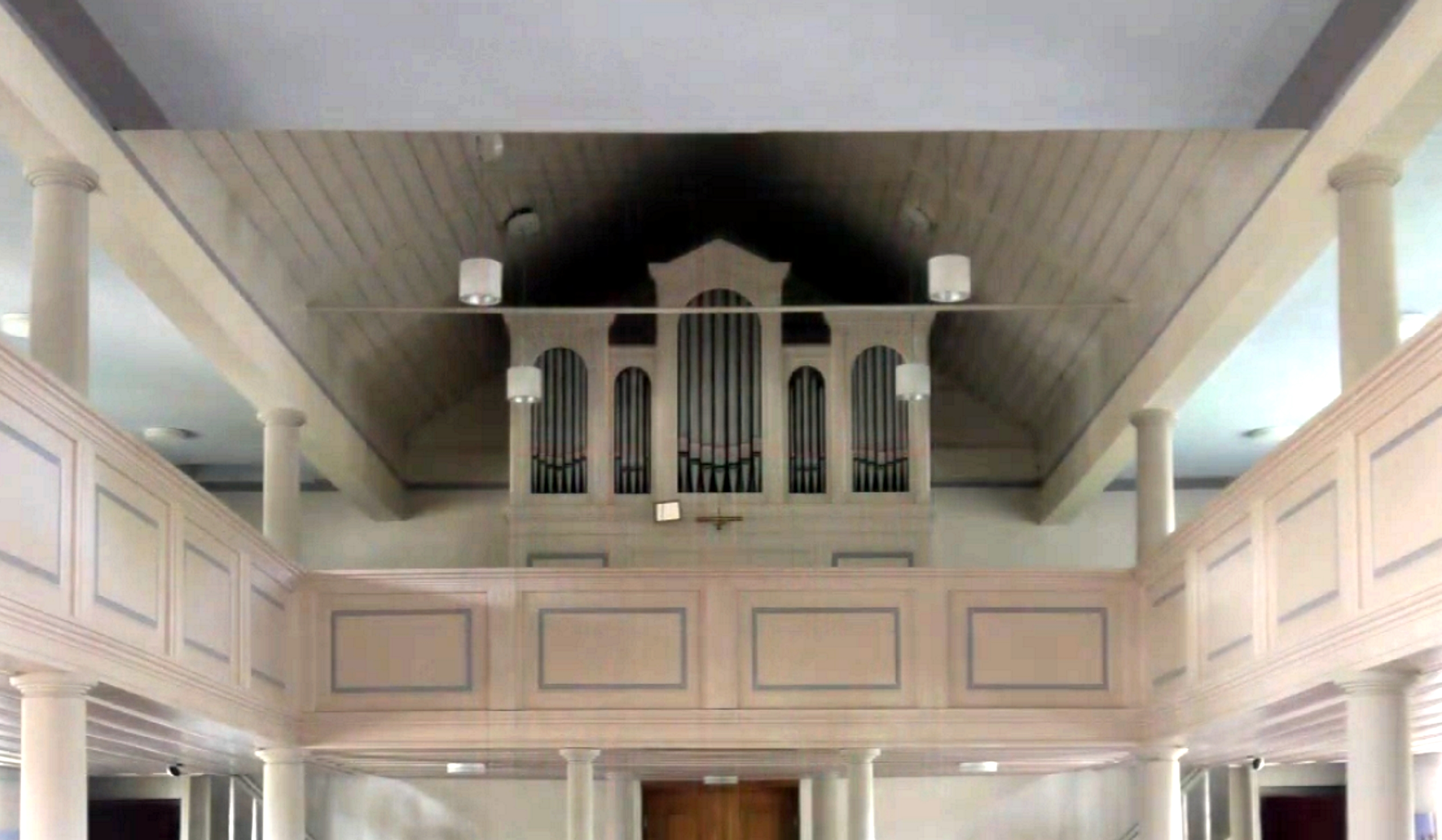
Empore mit Orgel

Obwohl der Kirchenraum nicht besonders groß und hoch ist, erhielt er eine dreiseitige Empore. Diese ruht auf runden Säulen und ihre Balustrade ist cremefarbig gestrichen sowie mit zart grau umrandeten rechteckigen Tafeln geschmückt.
Die Säulen stehen im gleichmäßigen Abstand im Kirchenraum und stützen die tragenden Längsbalken des Daches, eine deutliche Abgrenzung zwischen Mittel- und Seitenschiffen bilden sie jedoch nicht. Das Deckenquadrat oberhalb der Orgel ist aus akustischen Gründen gesondert mit Holz ausgekleidet, die übrige Decke ist verputzt und stellt einen hellgrau-hellblauen Himmel dar.
Die Altarseite besteht aus einer leicht erhöhten über die ganze Raumbreite gehenden Nische ohne Fenster.

## Ausstattung
Zu Beleuchtungszwecken wurden an der Flachdecke kleine Hängeleuchten und Deckenleuchten montiert.
Im Altarbereich befindet sich ein schlichter naturholzfarbener Altartisch und daneben aus gleichem Material ein Ambo. Als Wanddekoration hinter dem Altartisch dient ein textiler Faltenvorhang.
Mittig im Zentralgang ist die Taufschale in einem achteckigen Holzgestell postiert.
Acht symmetrische Rundbogenfenster sind an beiden Längsseiten des Kirchenschiffes eingearbeitet. Sie sind durch ihre Sprossen gegliedert aber ohne farbiges Glas versehen und lassen das Tageslicht in den Kirchenraum.
Für die Besucher sind (vorn) Holzstühle in Reihen aufgestellt, im hinteren Teil des Raumes stehen fünf Reihen Kirchenbänke mit einem freien Mittelgang. Zuzüglich der Plätze auf der Empore sind also mindestens 150 Sitzgelegenheiten vorhanden.

## Orgel
Die Orgel entstand in der Werkstatt von Wilhelm Sauer als Opus 439 und wurde 1885/1886 auf der Empore installiert. Der Orgelprospekt ist in den gleichen Farbtönen wie der Kirchenraum gehalten. In folgenden Jahren wurden die Stimmen geändert, deshalb werden nachfolgend der Urzustand und die aktuelle Ausstattung angegeben.
Ursprüngliche Disposition
| I. Manual C–f3 |               |    |
| 1.             | Principal     | 8′ |
| 2.             | Rohrflöte     | 8′ |
| 3.             | Viol di Gamba | 8′ |
| 4.             | Octave        | 4′ |

| II. Manual C–f3 |              |    |
| 5.              | Gedact       | 8′ |
| 6.              | Salicional   | 8′ |
| 7.              | Voix célest  | 8′ |
| 8.              | Flauto dolce | 4′ |

| Pedal C–d1 |        |     |
| 9.         | Subbaß | 16′ |

- Koppeln: II/I, I/P (Tritte)
- Spielhilfe: Tuttitritt
- Nebenregister: Calcant

Aktuelle Disposition
| I. Manual C–f3 |            |       |
| 1.             | Prinzipal  | 8′    |
| 2.             | Rohrflöte  | 8′    |
| 3.             | Quinte     | 2 ⁄3′ |
| 4.             | Mixtur III | 1′    |

| II. Manual C–f3 |            |    |
| 5.              | Gedact     | 8′ |
| 6.              | Salicional | 4′ |
| 7.              | Octav      | 2′ |
| 8.              | Schwiegel  | 1′ |

| Pedal C–d1 |        |     |
| 9.         | Subbaß | 16′ |

- Koppeln: II/I, I/P (Tritte)
- Spielhilfe: Tuttitritt
- Nebenregister: Calcant

## Nutzung, Seelsorge und Sonstiges

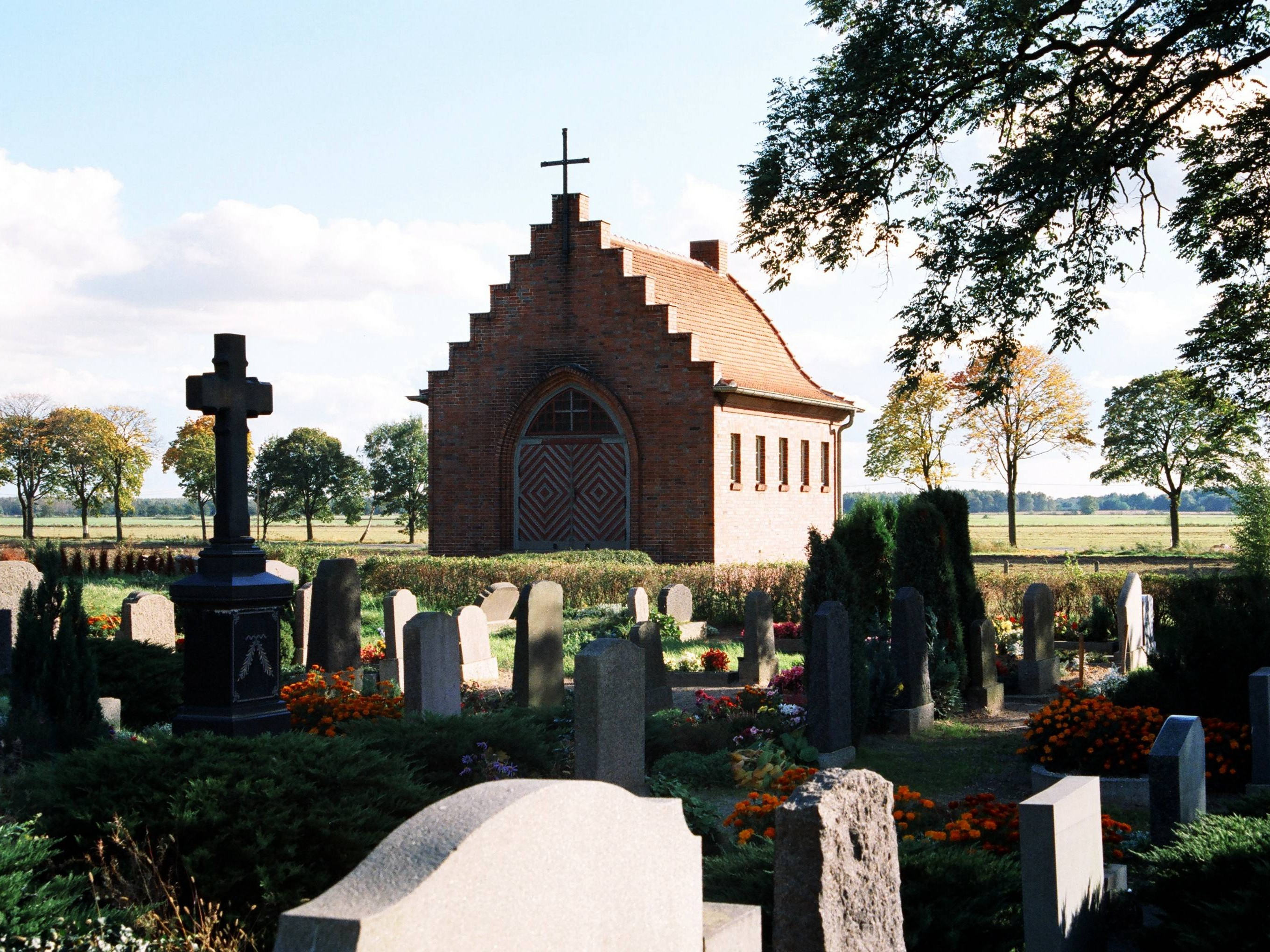
Friedhof und Kapelle

Zu den üblichen kirchlichen Festen und Aufgaben wie Gottesdienste, Taufen, Hochzeiten oder Trauerfeiern kommt die kleine Kirchengemeinde des Ortsteils hier zusammen. Zusätzlich finden in dem Kirchenraum auch Musikveranstaltungen, Lesungen und Diskussionsrunden statt.
Das zugehörige Pfarrhaus steht auf dem Pfarrhof in der Hauptstraße 103, wo die Alte Pfarrscheune für größere Veranstaltungen für knapp 100 Teilnehmern eingerichtet wurde. – Die Gemeinde unterhält einen Kinderchor und den gemischten Chor Cantare.
Der zur Kirchengemeinde gehörende Friedhof befindet sich am nordöstlichen Rand der Wohnbereiche am Friedhofsweg, der vom Bernauer Damm nordwärts abgeht. Hier steht auch eine kleine Friedhofskapelle, die der Pfarrer der Gemeinde betreut.
Die evangelische Gemeinde Schönwalde plant, gemeinsam mit den anderen Kirchengemeinden von Wandlitz, die Herausgabe eines Kirchenbriefes.
Die Stelle des Pfarrers ist seit 2023 nicht besetzt. Von 2017 bis 2022 versah Arne Warthöfer hier (sowie in Schönerlinde und in Berlin-Blankenfelde) seinen Dienst.